# 【R-女子】misono meets beauty
『【R-女子】misono meets beauty』（アール・じょし・ミソノ・ミーツ・ビューティー）は、日本の歌手・misonoが2007年11月14日にavex traxから発売した1枚目の映像作品である。

## 内容
初の映像作品。シングル「十人十色」と同時発売された。
今作はMTVジャパンによるリアリティ番組『MTV Girls meet Beauty supported by Takano Yuri』にmisonoが出演し、ダイエットに励んだ3か月に密着したドキュメンタリーとなっている。
3枚組DVD規格で発売され、ディスク1と2には上述の本編が、ディスク3には特典映像としてmimoキャラによるエステ体操とダイエット黄金5法則が収録された。